# Džejms Djuar
Džejms Djuar (engl. James Dewar, Kinkardin na Fortu, Škotska, 20. septembar 1842. – London, 27. mart 1923.) bio je škotski hemičar i fizičar, a najpoznatiji je po otkriću Djuarove posude, koja je kasnije iskorištena za vrlo praktičnu primenu termos-boce. Ona je namenjena je čuvanju toplotno izolovane materije, na primer jako hladnih tečnosti i utečnjenih gasova. Oko 25 godina je radio na području atomske i molekularne spektroskopije. On je bio univerzitetski profesor u Kembridžu (od 1875.) i profesor Kraljevskog instituta u Londonu (od 1877.). Istraživao je fiziološko delovanje svetlosti na vid, i bavio se spektroskopijom. Najpoznatiji je njegov rad u fizici niskih temperatura. Prvi je proizveo tečni (1898) i čvrsti (1899) vodonik. Po njemu je nazvan krater na Mesecu (Djuarov krater).

## Životopis
Rodio se u škotskoj porodicia kao najmlađi od šestoro dečaka. Roditelji su mu umrli kad je imao 15 godina. Školovao se u Edinburgu i kasnije u Gentu (Belgija).
Od 1867. radi na proučavanju benzena i otkrio je nekoliko njegovih formula. Interesantno je da za jednu od formula benzena, koja se ponekad naziva Djuarov benzen, on nije bio zaslužan. Godine 1877. postaje profesor hemije na Univerziteta u Kembridžu. U početku je radio najviše u području organske hemije, da bi kasnije nastavio s proučavanjem električnog luka. Proučavao je i delovanje svetlosti na mrežnjaču oka. Od 1878. počinje da radi na spektroskopiji i svojstvima hemijskih elemenata na niskim temperaturama.
Poznat je u nauci i kao istraživač koji je radio na utečnjavanju plinova i proučavanjima temperatura koje se bliske apsolutnoj nuli. Sagradio je mašinu koja je mogla da stvori utečnjeni kiseonik, a kasnije je uspeo da dobije kiseonik i u čvrstom stanju. Dokazao je da tečni kiseonik i ozon jako privlače magnetno polje magneta. Da bi mogao da sačuva tečne gasove duže vreme, osmislio je Djuarovu posudu, po čemu je i najviše poznat. To otkriće mu nije donelo veliku materijalnu korist, jer je poduzeće Thermos L.L.C. dobilo patent za otkriće termosa.
Veliki je trud uložio u dobijanju tečnog helijuma, koji prelazi u gečno stanje na temperaturi −268,9 °C, ali nije uspeo da to prvi ostari, jer je u to vreme bilo vrlo teško nabaviti čist helijum. Malu količinu koju je imao njegov je pomoćnik greškom ispustio u vazduh. Pre njega tečni helijum je uspeo da dobije Hejke Kamerling Ones, koji je za to ostvarenje dobio i Nobelovu nagradu za fiziku 1913. godine.
Godine 1905. je počeo da istražuje svojstvo drvenog uglja koji kod niskih temperatura snažno upija gasove, što je iskoristio za stvaranje jakog vakuuma, posebno za potrebe atomske fizike. Nakon kraja Prvog svetskog rata radio je na proučavanju površinskog napona mehurića sapunice.

## Familija
Džejms je oženio Helen Rouz Banks 1871. Oni nisu imali dece. Helen je bila snaja i Čarlsa Diksona, i Džejmsa Daglasa Hamiltona Diksona.
Djuarov nećak, dr Tomas Vilijam Djuar FRSE (1861–1931), bio je umetnik amater, koji je naslikao portret ser Džejmsa Djuara. On je verovatno takođe isti Tomas Vilijam Djuar koji je pomenut kao izvršilac u testamentu Džejmsa Djuara, koji je na kraju zamenjen „bez protivljenja“ Djuorovom suprugom.

## Počasti i nagrade
Dok Djuara nikada nije priznala Švedska akademija, priznale su ga mnoge druge institucije, pre i posle njegove smrti, u Britaniji i u inostranstvu. Kraljevsko društvo ga je izabralo za kolegu Kraljevskog društva u junu 1877. i dodelilo mu svoje medalje, Ramfordovu (1894), Dejvijevu (1909) i Koplijevu (1916), za njegov rad. Oni su ga isto tako pozvali da održi njihovo Bejkersko predavanje 1901. godine. Godine 1899, postao je prvi dobitnik Hodžkinsove zlatne medalje Smitsonijan instituta u Vašingtonu, za svoj doprinos poznavanju prirode i svojstava atmosferskog vazduha.
Godine 1904, on je bio prvi britanski podanik koji je dobio Lavoazjeovu medalju Francuske akademije nauka, a 1906. bio je prvi kome je dodeljena Mateučijeva medalja Italijanskog društva nauka. On je proglašen vitezom 1904. i nagrađen je Viktorijinom jubilarnom nagradom Ganing Viktorija za 1900–1904 od Kraljevskog društva u Edinburgu, a 1908. godine dobio je Albertovu medalju Društva umetnosti. U njegovu čast nazvan je jedan lunarni krater.
Ulica u okviru kompleksa Kings zgrada Univerziteta u Edinburgu dobila je ime u znak sećanja na Djuara početkom 21. veka.

## Kasniji život
Džejms je umro 27. marta 1923. u svojoj osamdesetoj godini i kremiran je u krematorijumu Golders Grin u Londonu. Urna s njegovim pepelom još uvek počiva tamo.

## Izabrane publikacije
- Liveing, George Downing; Dewar, James (1915). Collected Papers on Spectroscopy. University press., G. D. Living and J. Dewar, Cambridge University Press, 1915
- Pippard, Brian. 1993. “Siegfried Ruhemann (1859—1943), F.R.S. 1914-1923.” Notes and Records of the Royal Society of London 47 (2): 271–76.
- Rowlinson, Sir J. S. 2012. Sir James Dewar, 1842–1923: A Ruthless Chemist. Ashgate Publishing, Ltd.

## Literatura
- Armstrong, H. E.; Perkin, A. G.; Armstrong, Henry E. (1928). „Obituary of James Dewar”. Journal of the Chemical Society: 1056—1076. doi:10.1039/JR9280001056. Приступљено 30. 8. 2008.
- Bellis, Mary, "Inventors Sir James Dewar Архивирано 2012-12-06 на сајту " from about.com
- Meiklejohn, William, "Tulliallan: Four lads o’ pairts: Sir James Dewar (1842–1923) Архивирано на веб-сајту  (4. март 2016)" from the Kincardine Local History Group
- Sella, Andrea (avgust 2008). „Dewar's Flask”. Chemistry World: 75. Приступљено 30. 8. 2008.
- Sloane, Thomas O'Conor (1900). Liquid Air, and the Liquefaction of Gases. Henley., Liquid Air and the Liquefaction of Gases, Norman W. Henley and Co., New York, 1900, second edition (extensive description of Dewar's work on the liqufaction of gases)
- Martynov, A. V. (1976). „The terminology of low-temperature technology (discussion)”. Chemical and Petroleum Engineering. 12 (5): 470—472. Bibcode:1976CPE....12..470M. S2CID 110774259. doi:10.1007/BF01146769.
- Arora, Ramesh Chandra (30. 3. 2012). „Mechanical vapour compression refrigeration”. Refrigeration and Air Conditioning. New Delhi, India: PHI Learning. стр. 3. ISBN 978-81-203-3915-6.
- Zu, H.; Dai, W.; de Waele, A.T.A.M. (2022). „Development of Dilution refrigerators – A review”. Cryogenics. 121. Bibcode:2022Cryo..121....1Z. ISSN 0011-2275. S2CID 244005391. doi:10.1016/j.cryogenics.2021.103390.
- „World record in low temperatures”. Архивирано из оригинала 2009-06-18. г. Приступљено 2009-05-05.
- Knuuttila, Tauno (2000). Nuclear Magnetism and Superconductivity in Rhodium. Espoo, Finland: Helsinki University of Technology. ISBN 978-951-22-5208-4. Архивирано из оригинала 2001-04-28. г. Приступљено 2008-02-11.
- „Low Temperature World Record” (Саопштење). Low Temperature Laboratory, Teknillinen Korkeakoulu. 8. 12. 2000. Архивирано из оригинала 2008-02-18. г. Приступљено 2008-02-11.
- „MIT team creates ultracold molecules”. Massachusetts Institute of Technology, Massachusetts, Cambridge. 10. 6. 2015.
- Kovachy, Tim; Hogan, Jason M.; Sugarbaker, Alex; Dickerson, Susannah M.; Donnelly, Christine A.; Overstreet, Chris; Kasevich, Mark A. (2015). „Matter Wave Lensing to Picokelvin Temperatures”. Physical Review Letters. 114 (14): 143004. Bibcode:2015PhRvL.114n3004K. PMID 25910118. arXiv:1407.6995 . doi:10.1103/PhysRevLett.114.143004 .
- „Cold Atom Laboratory Mission”. Jet Propulsion Laboratory. NASA. 2017. Архивирано из оригинала 2013-03-29. г. Приступљено 2016-12-22.
- „Cold Atom Laboratory Creates Atomic Dance”. NASA News. 26. 9. 2014. Архивирано из оригинала 08. 07. 2021. г. Приступљено 2015-05-21.

## Spoljašnje veze
- „Archival material relating to Džejms Djuar”. UK National Archives.